# 2e étape du Tour d'Italie 2025
Pour un article plus général, voir Tour d'Italie 2025.
La 2e étape du Tour d'Italie 2025 se déroule le samedi 10 mai 2025 entre Tirana et Tirana, en Albanie, sur une distance de 13,7 km disputée en contre-la-montre individuel.

## Parcours
Ce chrono dans les artères de Tirana comporte une bosse à franchir après 8 kilomètres comptant comme un col de 4e catégorie. Le départ a lieu sur la place Skanderbeg (Sheshi Skënderbej) et la ligne d'arrivée est tracée sur le Bulevardi Dëshmorët e Kombit. Ce parcours urbain très rapide comporte néanmoins trois demi-tours et plusieurs virages à 90°.

## Résultats

### Classement de l'étape
| \| Classement de l'étape \| Classement de l'étape \| Classement de l'étape \| Classement de l'étape \| Classement de l'étape \| \| Coureur \| Coureur \| Pays \| Équipe \| Temps \| \| --------------------- \| --------------------- \| --------------------- \| -------------------------- \| --------------------- \| \| 1er \| Joshua Tarling \| Royaume-Uni \| Ineos Grenadiers \| 16 min 07 s \| \| 2e \| Primož Roglič \| Slovénie \| Red Bull-Bora-Hansgrohe \| + 1 s \| \| 3e \| Jay Vine \| Australie \| UAE Team Emirates XRG \| + 3 s \| \| 4e \| Edoardo Affini \| Italie \| Team Visma \\| Lease a Bike \| + 6 s \| \| 5e \| Mathias Vacek \| Tchéquie \| Lidl-Trek \| + 6 s \| \| 6e \| Daan Hoole \| Pays-Bas \| Lidl-Trek \| + 8 s \| \| 7e \| Mads Pedersen \| Danemark \| Lidl-Trek \| + 12 s \| \| 8e \| Brandon McNulty \| États-Unis \| UAE Team Emirates XRG \| + 13 s \| \| 9e \| Ethan Hayter \| Royaume-Uni \| Soudal Quick-Step \| + 14 s \| \| 10e \| Juan Ayuso \| Espagne \| UAE Team Emirates XRG \| + 17 s \| |                 |             |                            |             |
| |                 |             |                            |             |
| Source : ProCyclingStats |                 |             |                            |             |
| Classement de l'étape |                 |             |                            |             |
| Coureur | Coureur         | Pays        | Équipe                     | Temps       |
| 1er | Joshua Tarling  | Royaume-Uni | Ineos Grenadiers           | 16 min 07 s |
| 2e | Primož Roglič   | Slovénie    | Red Bull-Bora-Hansgrohe    | + 1 s       |
| 3e | Jay Vine        | Australie   | UAE Team Emirates XRG      | + 3 s       |
| 4e | Edoardo Affini  | Italie      | Team Visma \| Lease a Bike | + 6 s       |
| 5e | Mathias Vacek   | Tchéquie    | Lidl-Trek                  | + 6 s       |
| 6e | Daan Hoole      | Pays-Bas    | Lidl-Trek                  | + 8 s       |
| 7e | Mads Pedersen   | Danemark    | Lidl-Trek                  | + 12 s      |
| 8e | Brandon McNulty | États-Unis  | UAE Team Emirates XRG      | + 13 s      |
| 9e | Ethan Hayter    | Royaume-Uni | Soudal Quick-Step          | + 14 s      |
| 10e | Juan Ayuso      | Espagne     | UAE Team Emirates XRG      | + 17 s      |

### Points attribués pour le classement par points
| \| Arrivée d'étape Tirana (km 13,7) \| Arrivée d'étape Tirana (km 13,7) \| Arrivée d'étape Tirana (km 13,7) \| Arrivée d'étape Tirana (km 13,7) \| Arrivée d'étape Tirana (km 13,7) \| \| -------------------------------- \| -------------------------------- \| -------------------------------- \| -------------------------------- \| -------------------------------- \| \| \| Coureur \| Pays \| Équipe \| Point(s) \| \| 1er \| Joshua Tarling \| Grande-Bretagne \| Ineos Grenadiers \| 15 \| \| 2e \| Primož Roglič \| Slovénie \| Red Bull-Bora-Hansgrohe \| 12 \| \| 3e \| Jay Vine \| Australie \| UAE Team Emirates XRG \| 9 \| \| 4e \| Edoardo Affini \| Italie \| Team Visma \\| Lease a Bike \| 7 \| \| 5e \| Mathias Vacek \| République tchèque \| Lidl-Trek \| 6 \| \| 6e \| Daan Hoole \| Pays-Bas \| Lidl-Trek \| 5 \| \| 7e \| Mads Pedersen \| Danemark \| Lidl-Trek \| 4 \| \| 8e \| Brandon McNulty \| États-Unis \| UAE Team Emirates XRG \| 3 \| \| 9e \| Ethan Hayter \| Grande-Bretagne \| Soudal Quick-Step \| 2 \| \| 10e \| Juan Ayuso \| Espagne \| UAE Team Emirates XRG \| 1 \| \| modifier \| \| \| \| \| |                 |                    |                            |          |
| Arrivée d'étape Tirana (km 13,7) |                 |                    |                            |          |
| | Coureur         | Pays               | Équipe                     | Point(s) |
| 1er | Joshua Tarling  | Grande-Bretagne    | Ineos Grenadiers           | 15       |
| 2e | Primož Roglič   | Slovénie           | Red Bull-Bora-Hansgrohe    | 12       |
| 3e | Jay Vine        | Australie          | UAE Team Emirates XRG      | 9        |
| 4e | Edoardo Affini  | Italie             | Team Visma \| Lease a Bike | 7        |
| 5e | Mathias Vacek   | République tchèque | Lidl-Trek                  | 6        |
| 6e | Daan Hoole      | Pays-Bas           | Lidl-Trek                  | 5        |
| 7e | Mads Pedersen   | Danemark           | Lidl-Trek                  | 4        |
| 8e | Brandon McNulty | États-Unis         | UAE Team Emirates XRG      | 3        |
| 9e | Ethan Hayter    | Grande-Bretagne    | Soudal Quick-Step          | 2        |
| 10e | Juan Ayuso      | Espagne            | UAE Team Emirates XRG      | 1        |
| modifier |                 |                    |                            |          |

### Points attribués pour le classement du meilleur grimpeur
| \| Sauk (km 8) 4e catégorie (1,5 km à 4,9%) \| Sauk (km 8) 4e catégorie (1,5 km à 4,9%) \| Sauk (km 8) 4e catégorie (1,5 km à 4,9%) \| Sauk (km 8) 4e catégorie (1,5 km à 4,9%) \| Sauk (km 8) 4e catégorie (1,5 km à 4,9%) \| \| ---------------------------------------- \| ---------------------------------------- \| ---------------------------------------- \| ---------------------------------------- \| ---------------------------------------- \| \| \| Coureur \| Pays \| Équipe \| Point(s) \| \| 1er \| Primož Roglič \| Slovénie \| Red Bull-Bora-Hansgrohe \| 3 \| \| 2e \| Mathias Vacek \| République tchèque \| Lidl-Trek \| 2 \| \| 3e \| Jay Vine \| Australie \| UAE Team Emirates XRG \| 1 \| \| modifier \| \| \| \| \| |               |                    |                         |          |
| Sauk (km 8) 4e catégorie (1,5 km à 4,9%) |               |                    |                         |          |
| | Coureur       | Pays               | Équipe                  | Point(s) |
| 1er | Primož Roglič | Slovénie           | Red Bull-Bora-Hansgrohe | 3        |
| 2e | Mathias Vacek | République tchèque | Lidl-Trek               | 2        |
| 3e | Jay Vine      | Australie          | UAE Team Emirates XRG   | 1        |
| modifier |               |                    |                         |          |

## Classements à l'issue de l'étape

### Classement général
| \| Classement général \| Classement général \| Classement général \| Classement général \| Classement général \| \| Coureur \| Coureur \| Pays \| Équipe \| Temps \| \| ------------------ \| ------------------ \| ------------------ \| ----------------------- \| ------------------ \| \| 1er \| Primož Roglič \| Slovénie \| Red Bull-Bora-Hansgrohe \| 3 h 52 min 32 s \| \| 2e \| Mads Pedersen \| Danemark \| Lidl-Trek \| + 1 s \| \| 3e \| Mathias Vacek \| Tchéquie \| Lidl-Trek \| + 5 s \| \| 4e \| Brandon McNulty \| États-Unis \| UAE Team Emirates XRG \| + 12 s \| \| 5e \| Juan Ayuso \| Espagne \| UAE Team Emirates XRG \| + 16 s \| \| 6e \| Isaac Del Toro \| Mexique \| UAE Team Emirates XRG \| + 17 s \| \| 7e \| Max Poole \| Royaume-Uni \| Team Picnic-PostNL \| + 24 s \| \| 8e \| Antonio Tiberi \| Italie \| Bahrain Victorious \| + 25 s \| \| 9e \| Michael Storer \| Australie \| Tudor Pro Cycling Team \| + 27 s \| \| 10e \| Giulio Pellizzari \| Italie \| Red Bull-Bora-Hansgrohe \| + 31 s \| |                   |             |                         |                 |
| |                   |             |                         |                 |
| Source : ProCyclingStats |                   |             |                         |                 |
| Classement général |                   |             |                         |                 |
| Coureur | Coureur           | Pays        | Équipe                  | Temps           |
| 1er | Primož Roglič     | Slovénie    | Red Bull-Bora-Hansgrohe | 3 h 52 min 32 s |
| 2e | Mads Pedersen     | Danemark    | Lidl-Trek               | + 1 s           |
| 3e | Mathias Vacek     | Tchéquie    | Lidl-Trek               | + 5 s           |
| 4e | Brandon McNulty   | États-Unis  | UAE Team Emirates XRG   | + 12 s          |
| 5e | Juan Ayuso        | Espagne     | UAE Team Emirates XRG   | + 16 s          |
| 6e | Isaac Del Toro    | Mexique     | UAE Team Emirates XRG   | + 17 s          |
| 7e | Max Poole         | Royaume-Uni | Team Picnic-PostNL      | + 24 s          |
| 8e | Antonio Tiberi    | Italie      | Bahrain Victorious      | + 25 s          |
| 9e | Michael Storer    | Australie   | Tudor Pro Cycling Team  | + 27 s          |
| 10e | Giulio Pellizzari | Italie      | Red Bull-Bora-Hansgrohe | + 31 s          |

### Classement par points
| Classement par points | Classement par points | Classement par points | Classement par points         | Classement par points |
| Coureur               | Coureur               | Pays                  | Équipe                        | Points                |
| --------------------- | --------------------- | --------------------- | ----------------------------- | --------------------- |
| 1er                   | Mads Pedersen         | Danemark              | Lidl-Trek                     | 29 pts                |
| 2e                    | Wout van Aert         | Belgique              | Team Visma \| Lease a Bike    | 18 pts                |
| 3e                    | Manuele Tarozzi       | Italie                | VF Group-Bardiani CSF-Faizanè | 17 pts                |
| 4e                    | Joshua Tarling        | Royaume-Uni           | Ineos Grenadiers              | 15 pts                |
| 5e                    | Alessandro Tonelli    | Italie                | Team Polti VisitMalta         | 15 pts                |
| 6e                    | Primož Roglič         | Slovénie              | Red Bull-Bora-Hansgrohe       | 12 pts                |
| 7e                    | Orluis Aular          | Venezuela             | Movistar Team                 | 12 pts                |
| 8e                    | Sylvain Moniquet      | Belgique              | Cofidis                       | 11 pts                |
| 9e                    | Jay Vine              | Australie             | UAE Team Emirates XRG         | 9 pts                 |
| 10e                   | Taco van der Hoorn    | Pays-Bas              | Intermarché-Wanty             | 9 pts                 |

### Classement de la montagne
| Classement de la montagne | Classement de la montagne | Classement de la montagne | Classement de la montagne     | Classement de la montagne |
| Coureur                   | Coureur                   | Pays                      | Équipe                        | Points                    |
| ------------------------- | ------------------------- | ------------------------- | ----------------------------- | ------------------------- |
| 1er                       | Sylvain Moniquet          | Belgique                  | Cofidis                       | 18 pts                    |
| 2e                        | Lorenzo Fortunato         | Italie                    | XDS Astana Team               | 10 pts                    |
| 3e                        | Giulio Ciccone            | Italie                    | Lidl-Trek                     | 9 pts                     |
| 4e                        | Alessandro Verre          | Italie                    | Arkéa-B&B Hotels              | 8 pts                     |
| 5e                        | Alessandro Tonelli        | Italie                    | Team Polti VisitMalta         | 6 pts                     |
| 6e                        | Mads Pedersen             | Danemark                  | Lidl-Trek                     | 4 pts                     |
| 7e                        | Mathias Vacek             | Tchéquie                  | Lidl-Trek                     | 4 pts                     |
| 8e                        | Manuele Tarozzi           | Italie                    | VF Group-Bardiani CSF-Faizanè | 4 pts                     |
| 9e                        | Pello Bilbao              | Espagne                   | Bahrain Victorious            | 4 pts                     |
| 10e                       | Primož Roglič             | Slovénie                  | Red Bull-Bora-Hansgrohe       | 3 pts                     |

### Classement du meilleur jeune
| Classement du meilleur jeune | Classement du meilleur jeune | Classement du meilleur jeune | Classement du meilleur jeune | Classement du meilleur jeune |
| Coureur                      | Coureur                      | Pays                         | Équipe                       | Temps                        |
| ---------------------------- | ---------------------------- | ---------------------------- | ---------------------------- | ---------------------------- |
| 1er                          | Mathias Vacek                | Tchéquie                     | Lidl-Trek                    | 3 h 52 min 37 s              |
| 2e                           | Juan Ayuso                   | Espagne                      | UAE Team Emirates XRG        | + 11 s                       |
| 3e                           | Isaac Del Toro               | Mexique                      | UAE Team Emirates XRG        | + 12 s                       |
| 4e                           | Max Poole                    | Royaume-Uni                  | Team Picnic-PostNL           | + 19 s                       |
| 5e                           | Antonio Tiberi               | Italie                       | Bahrain Victorious           | + 20 s                       |
| 6e                           | Giulio Pellizzari            | Italie                       | Red Bull-Bora-Hansgrohe      | + 26 s                       |
| 7e                           | Davide Piganzoli             | Italie                       | Team Polti VisitMalta        | + 35 s                       |
| 8e                           | Francesco Busatto            | Italie                       | Intermarché-Wanty            | + 57 s                       |
| 9e                           | Felix Engelhardt             | Allemagne                    | Team Jayco AlUla             | + 1 min 11 s                 |
| 10e                          | Joshua Tarling               | Royaume-Uni                  | Ineos Grenadiers             | + 1 min 29 s                 |

### Classement par équipes
| Classement par équipes | Classement par équipes     | Classement par équipes | Classement par équipes |
| Équipe                 | Équipe                     | Pays                   | Temps                  |
| ---------------------- | -------------------------- | ---------------------- | ---------------------- |
| 1re                    | Lidl-Trek                  | États-Unis             | 11 h 37 min 59 s       |
| 2e                     | UAE Team Emirates XRG      | Émirats arabes unis    | + 7 s                  |
| 3e                     | Red Bull-BORA-hansgrohe    | Allemagne              | + 15 s                 |
| 4e                     | Team Visma \| Lease a Bike | Pays-Bas               | + 47 s                 |
| 5e                     | Movistar Team              | Espagne                | + 1 min 35 s           |
| 6e                     | Team Jayco AlUla           | Australie              | + 2 min 10 s           |
| 7e                     | Q36.5 Pro Cycling Team     | Suisse                 | + 2 min 41 s           |
| 8e                     | XDS Astana Team            | Kazakhstan             | + 3 min 00 s           |
| 9e                     | Bahrain-Victorious         | Bahreïn                | + 3 min 24 s           |
| 10e                    | Team Picnic-PostNL         | Pays-Bas               | + 3 min 25 s           |

## Abandons
Aucun abandon.

## Sanctions
| Coureur | Équipe                            | Sanctions         | Raison |
| ------- | --------------------------------- | ----------------- | --- |
|         | VF Group - Bardiani CSF - Faizanè | 500 CHF d'amende. | Art. 2.12.007 6.3 "Infraction aux dispositions réglementaires ou aux directives concernant la circulation des véhicules dans la course ou non- respect des instructions des commissaires et/ou de l’organisation." |